# The Monotones (niederländische Band)
The Monotones war eine niederländische Band, die 1979 gegründet wurde und aus den Mitgliedern der Glamrock-Formation Catapult bestand.

## Geschichte
Die 1979 erschienene Debütsingle Mono, eine Parodie auf Songs wie The Buggles’ Video Killed the Radio Star und Ms Pop Muzik, stieg Anfang 1980 in die niederländischen und deutschen Top 20, kurze Zeit später in die Schweizer Top 10. Weil dieses Lied nicht zum Glamrock-Sound von Catapult passte, hatten sich die Mitglieder dafür entschieden, das Projekt The Monotones ins Leben zu rufen.
Unter diesem Namen erschienen auch die nachfolgenden Singles Zero to Zero und Edison, die den Sprung in die Charts nicht schafften. Auch das Album The Monotones, auf dem die drei bisherigen Lieder zu finden sind, verfehlte eine Chartnotierung. Mit Cheap Cheap Cheaper (Tokyo Theme) produzierte die Gruppe 1982 eine letzte Single, die ebenfalls weitgehend unbeachtet blieb.
Die Musiker veröffentlichten weitere Tonträger unter den Namen Rubberen Robbie, Bart en Berend Bagger und Rudolf de Robot.

## Diskografie

### Alben
- 1980: The Monotones
- 2014: The Best of the Monotones (Kompilation)
- 2020: Golden Years Of Dutch Pop Music - Catapult - The Surfers - The Monotones

### Singles
- 1979: Mono
- 1980: Zero to Zero
- 1980: Edison
- 1982: Cheap Cheap Cheaper (Tokyo Theme)